# Olivia Gadecká
Olivia Gadecká (nepřechýleně: Gadecki, * 24. dubna 2002 Gold Coast, Queensland) je australská profesionální tenistka. Na grandslamu triumfovala ve smíšené čtyřhře Australian Open 2025 s Johnem Peersem. Ve své dosavadní kariéře na okruhu WTA Tour vyhrála jeden deblový turnaj. V sérii WTA 125 vybojovala jednu deblovou trofej. V rámci okruhu ITF získala tři tituly ve dvouhře a deset ve čtyřhře.
Na žebříčku WTA byla ve dvouhře nejvýše klasifikována v říjnu 2024 na 83. místě a ve čtyřhře v červenci téhož roku na 64. místě.
V australském týmu Billie Jean King Cupu debutovala v roce 2021 utkáním pražského finálového turnaje proti Bělorusku, v němž po boku Ellen Perezové prohrály čtyřhru s Marozavovou a Sasnovičovou. Australanky přesto zvítězily 2–1 na zápasy, skupinu vyhrály a skončily ve světovém semifinále porážkou od Švýcarska. Do dubna 2024 v soutěži nastoupila k jedinému mezistátnímu utkání s bilancí 0–0 ve dvouhře a 0–1 ve čtyřhře.

## Soukromý život
Narodila se roku 2002 v queenslandském přímořském městě Gold Coast, kde ve třech letech začala hrát tenis. S pěti bratry byla vychována matkou Natalií Gadeckou, jež v roce 1993 emigrovala z Ukrajiny. Tenistka má také polský původ. Bratři Adam a Daniel Gadečtí byli aktivní na tenisovém okruhu ITF, druhý z nich v juniorské kategorii.

## Tenisová kariéra
Ve druhé fázi lednové kvalifikace Australian Open 2021 v Dubaji nestačila na Američanku Whitney Osuigweovou. Na únorovém Australian Open 2021 poprvé zasáhla do hlavní soutěže grandslamu poté, co s krajankou Woolcockovou získaly divokou kartu do čtyřhry. Konečným se stalo druhé kolo, v němž nenašly recept na Fernandezovou s Watsonovou. Ve dvouhře okruhu WTA Tour debutovala v 18 letech únorovým Gippsland Trophy 2021 v Melbourne, který byl do kalendáře zařazen dodatečně kvůli pandemii covidu-19. Po udělení divoké karty podlehla Američance Bernardě Peraové ze sedmé desítky žebříčku, přestože získala úvodní set. Jednalo se o její první kariérní zápas proti soupeřce z elitní světové stovky.

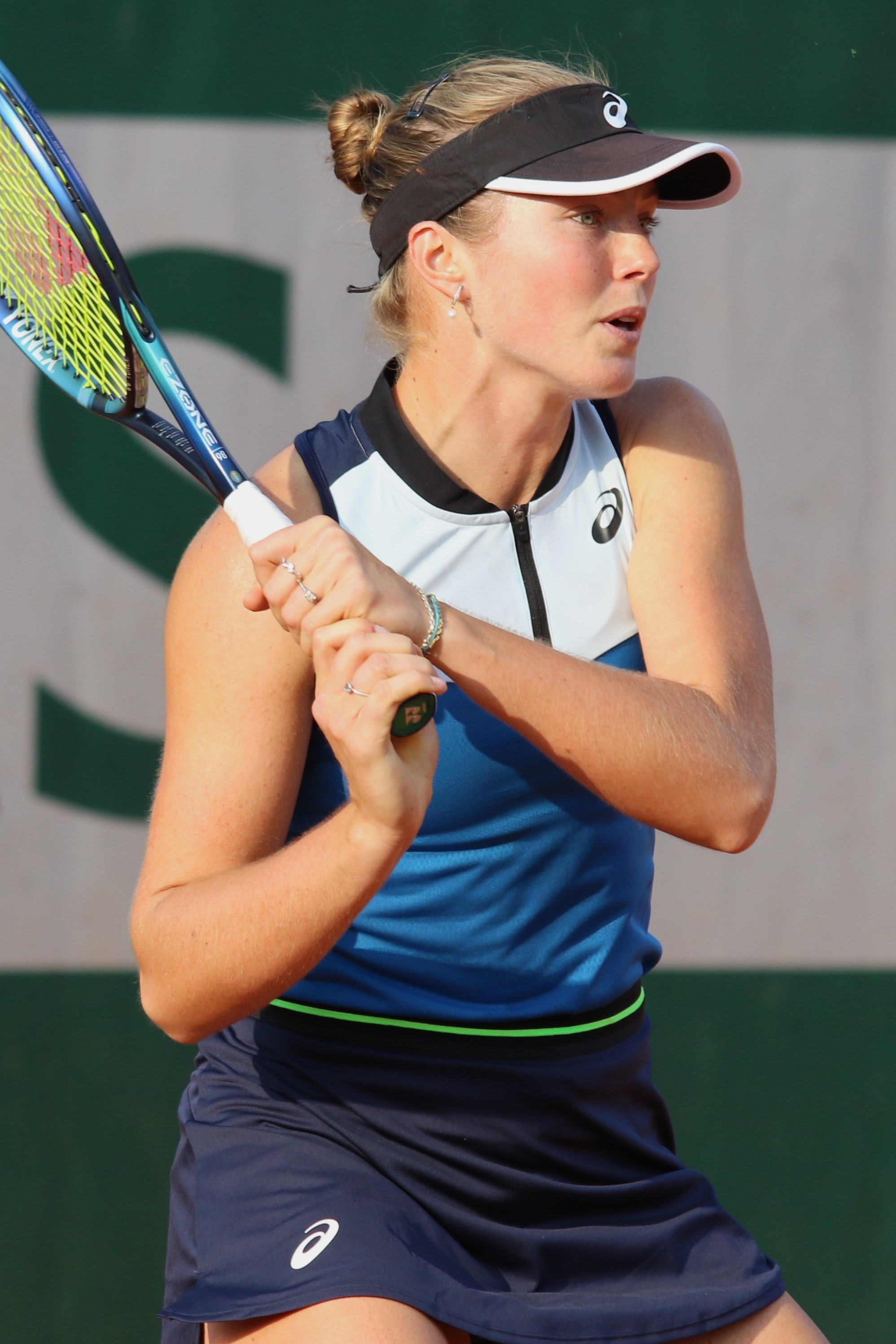
V kvalifikaci French Open 2023

Stále během února zasáhla i do Phillip Island Trophy 2021, hraného opět v Melbourne Parku. Na túře WTA si připsala první vyhraný zápas, když zdolala krajanku Destanee Aiavovou. Ve druhém kole vyřadila šampionku Australian Open a světovou čtyřku Sofii Keninovou. V rozhodující sadě odvrátila při poměru gamů 2–3 brejkboly a sama podání prolomila za stavu 4–4. Dosáhla tak první výhry nad členkou z Top 100 i Top 10. Naposledy předtím na žebříčku WTA neklasifikovaná hráčka mladší 20 let porazila příslušnici světové desítky v semifinále Bol Open 1997, kdy 15letá Lučićová zdolala desátou v pořadí Coetzerovou. Ve třetím kole podlehla Švédce Rebecce Petersonové ze šesté desítky klasifikace. V následném vydání žebříčku z 22. února 2021 byla poprvé od roku 2019 klasifikována, a 642. místem dosáhla nového maxima. Průnik do Top 200 následoval v dubnu 2022. V dané sezóně si zahrála jedinou dvouhru WTA, když zvládla kvalifikační kolo proti Lindě Fruhvirtové na travnatém Libéma Open 2022 v 's-Hertogenboschi. Časnou porážku ve dvouhře jí přivodila světová pětatřicítka a ukrajinská jednička Anhelina Kalininová.
Austrálii reprezentovala na úvodním ročníku týmového United Cupu 2023. V utkání se Španělskem podlehla Jéssice Bouzasové Maneirové. Australané přesto vyhráli 3–2 na zápasy. Španělka ji pak o půl roku později vyřadila i ve wimbledonské kvalifikaci. V grandslamové dvouhře debutovala jako 199. hráčka žebříčku po zisku divoké karty na Australian Open 2023. Na úvod přehrála kvalifikantku z konce druhé stovky Polinu Kuděrmetovovou, než ji zastavila šedesátá první žena klasifikace Marta Kosťuková. Podruhé si dvouhru na „turnajích velké čtyřky“ zahrála na US Open 2023, v níž nestačila na 16letou Mirru Andrejevovou. Sestra ruské hráčky, Erika Andrejevová, Gadeckou přehrála již v kvalifikaci Roland-Garros. Kvalifikačním sítem prošla na obnoveném Brisbane International 2024. Ve druhém kole nenašla recept na světovou čtyřku a pozdější vítězku Jelenu Rybakinovou. Na Hobart International 2024 skončila na raketě čtvrté nasazené Wang Sin-jü. Do navazujícího Australian Open vstoupila porážkou od 30leté Američanky Sloane Stephensové. S krajanem Marcem Polmansem se probojovali do semifinále melbournské smíšené čtyřhry, čímž zopakovali výsledek z Australian Open 2023.

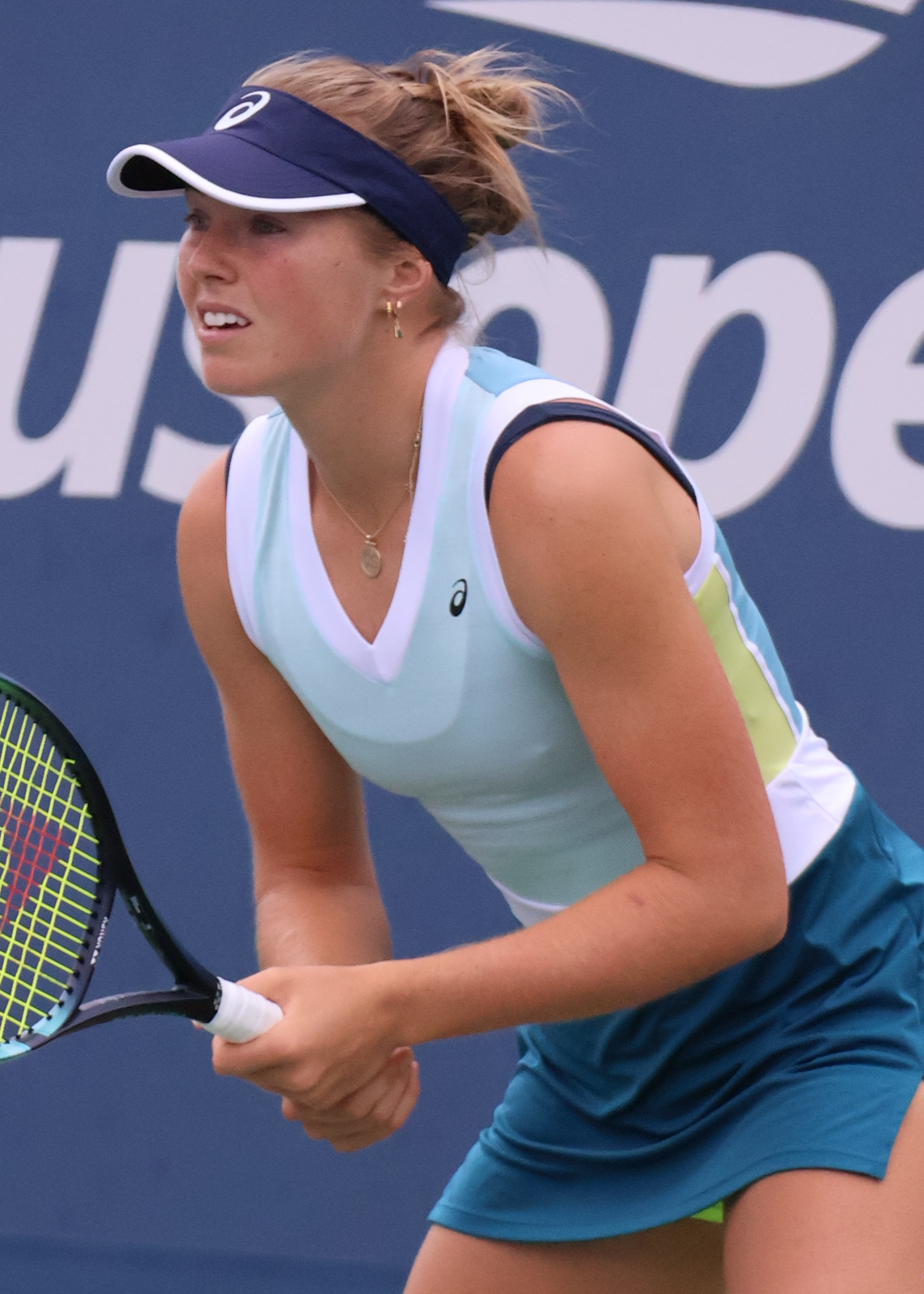
Příjem na US Open 2023

První trofej na túře WTA vybojovala s Britkou Olivií Nichollsovou ve čtyřhře austinského ATX Open 2024. Ve finále přehrály polsko-nizozemskou dvojici Katarzyna Kawaová a Bibiane Schoofsová. Po skončení figurovala na kariérním maximu, 77. místě žebříčku čtyřhry. Premiérové finále dvouhry na okruhu WTA Tour si zahrála na zářijovém Guadalajara Open Akron 2024, součásti kategorie WTA 500. Z pozice 152. hráčky žebříčku musela projít dvoukolovou kvalifikací. Po jejím zvládnutí vyřadila na úvod hlavní soutěže Sloane Stephensovou. Ve druhé fázi podruhé v kariéře porazila členku ze světové dvacítky, jedenáctou v pořadí Daniellu Collinsovou. Ani v debutovém čtvrtfinále na túře WTA ji nezastavila Italka Martina Trevisanová a mezi poslední čtveřicí Kolumbijka Camila Osoriová. V souboji o titul ve dvou setech podlehla Polce Magdaleně Fręchové z páté světové desítky. V následném vydání žebříčku z 16. září 2024 vylepšila maximum posunem na 88. místo, čímž překonala Savilleovou a stala se australskou jedničkou. Ve finále kategorie WTA 500 se objevila jako první Australanka od Bartyové na lednovém Adelaide International 2022.

## Finále na Grand Slamu

### Smíšená čtyřhra: 1 (1–0)
| Stav  | rok  | turnaj          | povrch | spoluhráč  | soupeři ve finále                      | výsledek         |
| ----- | ---- | --------------- | ------ | ---------- | -------------------------------------- | ---------------- |
| Vítěz | 2025 | Australian Open | tvrdý  | John Peers | Kimberly Birrellová John-Patrick Smith | 3–6, 6–4, [10–6] |

## Finále na okruhu WTA Tour
| Legenda                  |
| ------------------------ |
| D – dvouhra; Č – čtyřhra |
| Grand Slam (0)           |
| Turnaj mistryň (0)       |
| WTA 1000 (0)             |
| WTA 500 (0–1 D)          |
| WTA 250 (1–0 Č)          |

### Dvouhra: 1 (0–1)
| Stav       | č. | datum         | turnaj              | kategorie | povrch | soupeřka ve finále | výsledek      |
| ---------- | -- | ------------- | ------------------- | --------- | ------ | ------------------ | ------------- |
| Finalistka | 1. | 16. září 2024 | Guadalajara, Mexiko | WTA 500   | tvrdý  | Magdalena Fręchová | 6–7(5–7), 4–6 |

### Čtyřhra: 1 (1–0)
| Stav    | č. | datum       | turnaj                | povrch | spoluhráčka        | soupeřky ve finále                   | výsledek |
| ------- | -- | ----------- | --------------------- | ------ | ------------------ | ------------------------------------ | -------- |
| Vítězka | 1. | březen 2024 | Austin, Spojené státy | tvrdý  | Olivia Nichollsová | Katarzyna Kawaová Bibiane Schoofsová | 6–2, 6–4 |

## Finále série WTA 125
| Legenda                  |
| ------------------------ |
| D – dvouhra; Č – čtyřhra |
| WTA 125 (2–0 Č)          |

### Čtyřhra: 2 (2–0)
| Stav    | č. | datum       | turnaj                    | povrch | spoluhráčka        | soupeřky ve finále               | výsledek                   |
| ------- | -- | ----------- | ------------------------- | ------ | ------------------ | -------------------------------- | -------------------------- |
| Vítězka | 1. | srpen 2023  | Stanford, Spojené státy   | tvrdý  | Jodie Burrageová   | Hailey Baptisteová Claire Liuová | 7–6(7–4), 6–7(6–8), [10–8] |
| Vítězka | 2. | březen 2024 | Charleston, Spojené státy | tvrdý  | Olivia Nichollsová | Sara Erraniová Tereza Mihalíková | 6–2, 6–1                   |

## Tituly na okruhu ITF
| Dotace turnajů okruhu ITF | Dotace turnajů okruhu ITF |
| ------------------------- | ------------------------- |
| 100 000 $ tournaments     | 80 000 $ tournaments      |
| 60 000 $ tournaments      | 40 000 $ tournaments      |
| 25 000 $ tournaments      | 15 000 $ tournaments      |

### Dvouhra (3 tituly)
| Č. | datum       | turnaj                       | povrch | poražená finalistka | výsledek |
| -- | ----------- | ---------------------------- | ------ | ------------------- | -------- |
| 1. | květen 2021 | Antalya, Turecko             | antuka | Julija Avdějevová   | 6–3, 6–2 |
| 2. | srpen 2021  | Vigo, Španělsko              | tvrdý  | Juriko Mijazakiová  | 6–2, 6–4 |
| 3. | červen 2023 | Montemor-o-Novo, Portugalsko | tvrdý  | Arina Rodionovová   | 6–3, 6–2 |

### Čtyřhra (10 titulů)
| Č.  | datum         | turnaj                         | povrch    | spoluhráčka               | poražené finalistky                        | výsledek         |
| --- | ------------- | ------------------------------ | --------- | ------------------------- | ------------------------------------------ | ---------------- |
| 1.  | březen 2021   | Šarm aš-Šajch, Egypt           | tvrdý     | Elena-Teodora Cadarová    | Raphaëlle Lacasseová Anna Sisková          | 6–3, 6–4         |
| 2.  | duben 2021    | Antalya, Turecko               | antuka    | Sada Nahimanová           | I So-ra Misaki Macudová                    | 6–3, 1–6, [11–9] |
| 3.  | červen 2021   | Madrid, Španělsko              | tvrdý     | Destanee Aiavová          | Mana Ajukawová Han Na-re                   | 6–3, 6–3         |
| 4.  | červenec 2021 | Madrid, Španělsko              | tvrdý     | Rebeka Masárová           | Celia Cerviñová Ruizová Olivia Nichollsová | 6–3, 6–3         |
| 5.  | srpen 2021    | Vigo, Španělsko                | tvrdý     | Alicia Barnettová         | Conny Perrinová Laura Pigossiová           | 6–3, 6–2         |
| 6.  | únor 2023     | Swan Hill, Austrálie           | tráva     | Lily Faircloughová        | Liang En-šuo Wang Ja-fan                   | 6–3, 6–3         |
| 7.  | květen 2023   | Wiesbaden, Německo             | antuka    | Jaimee Fourlisová         | Emily Appletonová Julia Lohoffová          | 6–1, 6–4         |
| 8.  | říjen 2023    | Baza, Španělsko                | tvrdý     | Samantha Murray Sharanová | Lea Boškovićová Ángela Fita Boludová       | 7–5, 4–6, [10–4] |
| 9.  | říjen 2023    | Quinta do Lago, Portugalsko    | tvrdý     | Heather Watsonová         | Francisca Jorgeová Matilde Jorgeová        | 6–4, 6–1         |
| 10. | říjen 2023    | Shrewsbury, Spojené království | tvrdý (h) | Harriet Dartová           | Elena Malõginová Barbora Palicová          | 6–0, 6–2         |